# Columbus Park
 (mai 2017).
Si vous disposez d'ouvrages ou d'articles de référence ou si vous connaissez des sites web de qualité traitant du thème abordé ici, merci de compléter l'article en donnant les références utiles à sa vérifiabilité et en les liant à la section « Notes et références ».
Columbus Park, anciennement appelé Mulberry Bend Park, Five Points Park et Paradise Park, est un parc public à Chinatown (Manhattan) à New York.
Au cours du XIXe siècle, c'était le quartier de ghetto le plus dangereux de l'immigration à New York, tel que décrit dans les livres et les films sur New York. À l'époque, le site du parc faisait partie du quartier Five Points à Mulberry Bend, d'où son nom alternatif.
Aujourd'hui, le parc sert souvent de lieu de rassemblement pour la communauté chinoise locale, pour y jouer au mah-jong, faire de la musique traditionnelle chinoise et pratiquer le tai-chi le matin.